# Jan Hendrik Leopold (1802-1873)
Jan Hendrik Leopold (Winschoten, 22 december 1802 - Bedum, 29 september 1873) was een Nederlands burgemeester.

## Leven en werk
Leopold was een zoon van koopman Jan Leopold en Christina Metting. Hij trouwde in 1825 met Annigje Kimm (1801-1874). Leopold was vader van schrijfster Katharina Leopold en grootvader van dichter J.H. Leopold.
Leopold was klerk, bij zijn huwelijk in Appingedam, korte tijd daarop in Groningen. Later was hij logementhouder in deze stad. In 1859 werd hij benoemd tot secretaris en burgemeester van Adorp. Het jaar daarop werd hij burgemeester van Bedum. Hij bleef aan tot zijn overlijden in 1873.